# ماریا لوئیسا پونته
ماریا لوئیسا پونته (انگلیسی: María Luisa Ponte؛ ‏ ۲۱ ژوئن ۱۹۱۸ – ۲ مهٔ ۱۹۹۶) بازیگر اهل اسپانیا بود. او فعالیت حرفه‌ای خود را تا کمی قبل از مرگش ادامه داد و در ژانویه ۱۹۹۵ برای آخرین فیلمش جایزه گویا را دریافت کرد.
از فیلم‌ها یا برنامه‌های تلویزیونی که وی در آن نقش داشته‌است، می‌توان به سفر به هیچ‌کجا، آموزگار جایگزین به شهر می‌رود، ما هجده ساله‌ایم، کندو، با باد شرق، عشق کاپیتان براندو، لاکی مرموز و جلاد اشاره کرد.